# ندى كوسا
ندى كوسا (مواليد 15 أبريل 1998) هي حاملة لقب ملكة جمال لبنان لعام 2024، لتمثل بلدها في ملكة جمال الكون وملكة جمال العالم.
كوسا ولدت في رحبة، قضاء عكار، وحصلت على درجة البكالوريوس في علم النفس من جامعة سيدة اللويزة، ودرجة الماجستير في علم النفس السريري من جامعة البلمند. نشأت في عائلة مسيحية، والدها بسام كوسا ووالدتها جوديت.
في عام 2018، ظهرت كوسا في فيديو غنائي لنانسي عجرم بعنوان حاسة بيك.